# Parachute (groupe)
Pour les articles homonymes, voir Parachute (homonymie).
 (octobre 2014).
Si vous disposez d'ouvrages ou d'articles de référence ou si vous connaissez des sites web de qualité traitant du thème abordé ici, merci de compléter l'article en donnant les références utiles à sa vérifiabilité et en les liant à la section « Notes et références ».
Parachute est un groupe de pop rock américain originaire de Charlottesville en Virginie. Ils ont sorti quatre albums : Losing Sleep (paru le 19 mai 2009), The Way It Was (paru le 17 mai 2011), Overnight (paru le 13 août 2013) et Wide Awake (paru le 11 mars 2016).

## Histoire
Après l'obtention de leur diplôme au lycée, les membres du groupe Parachute ont effectué des tournées de concerts avec des artistes tels que Switchfoot, O.A.R., Duffy, Matt Nathanson, Michelle Branch, Jon McLaughlin, The Goo Goo Dolls, 3 Doors Down, The Script ou encore Secondhand Serenade.
Les chansons She Is Love et Under Control sont entendues dans les publicités télévisées pour la marque Nivea. Pour le réveillon du Nouvel An en 2008 et afin de promouvoir la marque Nivea, Parachute a partagé la scène avec les Jonas Brothers et Taylor Swift devant plus d'un million de personnes à Times Square.
Leur premier album Losing Sleep sort le 19 mai 2009. Produit par Chris Keup, John Shanks et John Fields, l'album met en lumière les émotions. L'album est disponible exclusivement sur iTunes avec un morceau bonus.
Le second single de l'album, Under Control se fait autant remarquer que le Single gratuit de la semaine paru sur Itunes. 
Une version deluxe de l'album est disponible le 4 août 2009. 
La chanson Back Again est utilisée dans le jeu vidéo Band Héro, sorti le 3 novembre 2009.
Le groupe entame une tournée de concerts le 6 octobre à New York aux côtés de Kelly Clarkson, jusqu'en décembre 2009. Ils jouent alors à Chicago, Las Vegas et Seattle.
En janvier 2010, le groupe enchaîne trois semaines de concerts, partageant la scène avec le groupe de rock Safetysuit.
De février à mars 2010, le groupe retrouve Kelly Clarkson pour une partie de sa tournée européenne  All I ever wanted tour. Parachute joue pour la première fois au Royaume-Uni, en Allemagne, aux Pays-Bas et au Danemark.
Ils participent au 30e festival annuel de nourriture et de musique Bite of Las Vegas aux côtés de Katharine McPhee, Uncle Kraker, Blue October et Train.
Leur second album, The Way It Was, sort le 17 mai 2011. Something to Believe In est le premier single, suivi par Kiss Me Slowly et You and Me. En mai 2011, le titre You and Me ne figurant pas dans l'album, a été présenté comme un NOW What's Next Bonus Track à Now That's What I Call Music 38. Parachute enregistre une version alternative de Kiss Me Slowly avec Lady Antebellum.
Parachute annonce la sortie de leur troisième album pour la fin de l'année 2012. 
La chanson Heart Go Crazy parait le 26 février 2013 avec un son électronique. 
Un second single, Can't Help, écrit à l'origine pour Cee Lo Green par Will Anderson et Ryan Tedder du groupe One Republic est sorti le 2 juin 2013. 
Le groupe joue leur second single Can't Help pour The Tonight Show with Jay Leno. Le 13 juin 2013, le groupe annonce un troisième album intitulé Overnight, qui sortira le 13 août 2013. 
Hearts Go Crazy, initialement prévu comme le seul single n’apparaît pas sur l'album. 
Le groupe sort Can't Help et un clip. 
L'album Overnight est en tête des charts sur iTunes et dans le top 10 au cours de la première journée et de la semaine qui suit sa sortie. Il atteint la troisième place et obtient une reconnaissance mondiale, apparaissant notamment dans le US Billboard 200.